# The Prisoner of Zenda (filme de 1937)
The Prisoner of Zenda (bra: O Prisioneiro de Zenda; prt: O Prisioneiro do Castelo de Zenda) é um filme norte-americano de 1937, do gênero aventura, dirigido por John Cromwell e estrelado por Ronald Colman, Madeleine Carroll e Douglas Fairbanks Jr..